# زنان در پاکستان
زنان در پاکستان و وضعیت آن‌ها اگرچه در مناطق مختلف شهری و روستایی متفاوت است ولی به دلیل توسعه اقتصادی اجتماعی و تأثیرات قبیله ای، فئودالی و سرمایه‌داری بر روی زندگی زنان، تبعیض جنسیتی به‌صورتی سیستماتیک بر آن‌ها اعمال می‌شود. با این حال زنان پاکستانی امروزه نسبت به گذشته وضعیت بهتری دارند.

## تبعیض علیه زنان
تقریباً تمام گروه‌های مذهبی در پاکستان با برداشت اشتباه از قرآن از اعمال تبعیض علیه زنان طرفداری می‌کنند. در این کشور حتی در مواردی که به زنان تجاوز شده اجازه آزمایش دی ان ای داده نمی‌شود که قربانی بتواند تجاوز را اثبات کند ولی با این حال شورای علمای پاکستان اخیراً فتوایی را صادر کرد که قتل ناموسی در آن محکوم شده‌است. در پاکستان پیشرفت‌های دیگر نیز وجود داشته‌است، برای مثال لاهور نخستین سرویس پلیس زن برای عبور و مرور را تأسیس کرد و استان خیبر پختونخوا، به عنوان محافظه کارترین استان، قصد دارد درصد بیشتری از پلیس زن را به نیروی پلیس خود اضافه کند.
حتی با این پیشرفت‌ها، سوء استفاده و میزان بالای ازدواج زنان در سنین کودکی و ازدواج‌های اجباری همچنان در این کشور باقی مانده‌است. نظام قانونی در پاکستان دوگانه است. این نظام شامل قوانین مدنی و قوانین شرعی است. براساس قانون اساسی پاکستان زنان با مردان برابرند. (ماده ۲۵ قانون اساسی پاکستان می‌گوید: "تبعیض بر اساس جنسیت نباید وجود داشته باشد") ولی احکام اسلام را به رسمیت می‌شناسد (فصل 3A - دادگاه فدرال شریعت).